# Luigi Serravalle
Luigi Serravalle (Noli, 20 marzo 1825 – Noli, 18 maggio 1874) è stato un militare italiano, insignito della medaglia d'oro al valor militare a vivente nel corso della prima guerra d'indipendenza italiana.

## Biografia
Nacque a Noli, provincia di Savona, il 20 marzo 1825, all'interno di una modesta famiglia di agricoltori, figlio di Francesco e di Giovanna Tessitore.
Arruolato nell'Armata sarda venne assegnato in servizio provinciale al 16º Reggimento fanteria della brigata Savona, il 9 gennaio 1846. Nel marzo dell'anno dopo, al termine del periodo di addestramento, fu posto in congedo. Richiamato in servizio attivo il 17 gennaio 1848, ritornò al suo reggimento mentre maturavano gli eventi che dovevano portare il Regno di Sardegna a dichiarare guerra contro l'Impero austriaco per l'indipendenza d'Italia].
Iniziate le ostilità per l'avvenuta dichiarazione di guerra, il 16º Reggimento fanteria, che faceva parte della 3ª Divisione comandata dal generale Mario Broglia di Casalborgone, il giorno 9 aprile si mise in marcia da Cavriana, luogo di radunata, in direzione di Monzambano con l'ordine di occupare il villaggio. Quella stessa sera Monzambano fu occupato di sorpresa mentre le truppe austriache erano costrette a ripassare il Mincio e si rinforzarono sulla sponda sinistra del fiume, dopo aver fatto saltare in aria un'arcata del ponte.
Dalle posizioni appena occupate il nemico diresse il fuoco della sua artiglieria contro le batterie piemontesi e contro le truppe che avevano iniziato a ricostruire il ponte servendosi di legname raccolto nelle vicine abitazioni. La ricostruzione venne affidata anche ad una compagnia del 16º Reggimento di cui egli faceva parte, e divenne particolarmente difficile e rischiosa per il tiro di una batteria nemica che batteva d'infilata il ponte. Egli, audacemente ed incurante del pericolo per i tiri dell'artiglieria che sbarravano il passaggio e della fucileria nemica di cui era bersaglio, si portò con l'aiuto di una fune su una palafitta, rimasta casualmente solo in parte bruciata e reggendosi a questa con grande sforzo, fu validamente di nella ricostruzione della prima arcata del ponte. Con Regio Decreto del 16 aprile 1848 fu insignito della medaglia d'oro al valor militare a vivente.
L'anno dopo, nella breve campagna militare, il 23 marzo combatté valorosamente alla Bicocca venendo promosso sottocaporale per essersi distinto nella difesa della Bandiera del reggimento.
Non più idoneo al servizio attivo venne trasferito nel Corpo Invalidi e Veterani e posto in congedo a domanda il 17 aprile 1850. Si spense a Noli morì il 18 maggio 1874.